# Sauzé-Vaussais
Sauzé-Vaussais est une ancienne commune française, située dans le département des Deux-Sèvres en région Nouvelle-Aquitaine. Le 1er janvier 2025, elle intègre avec Caunay, Montalembert, Pers et Pliboux la commune nouvelle de Sauzé-entre-Bois.

## Géographie

### Localisation
La commune est située dans le sud des Deux-Sèvres, sur l’axe Nantes/Limoges (D 948), à proximité de l’axe Paris/Bordeaux. Ex-chef-lieu de canton, la commune compte 1 684 habitants et a une superficie de 1 908 hectares. Elle est membre de la communauté de communes Mellois en Poitou qui regroupe 62 communes et 49 861 habitants, elle fait partie de la région Nouvelle Aquitaine. Elle se situe à 60 km de Poitiers, 30 min en voiture par la RN 10, 60 km d’Angoulême, 55 km de Niort et 45 km du Marais Poitevin.

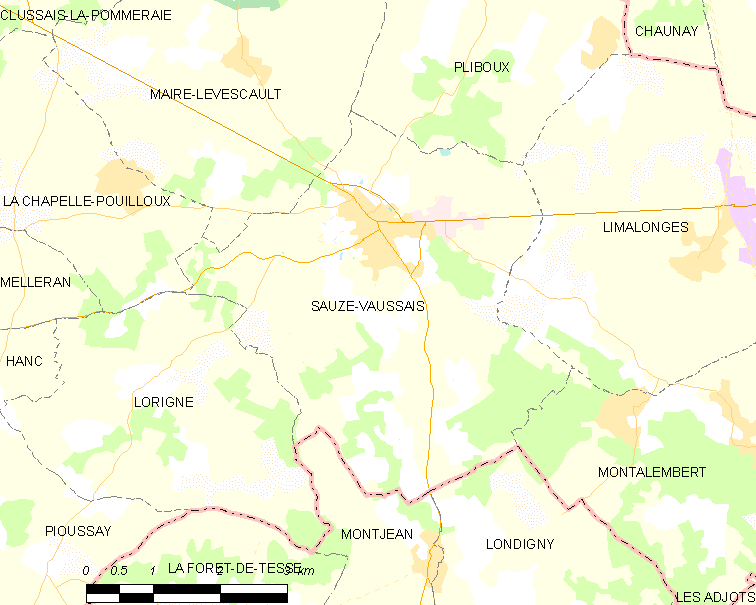

| Mairé-Levescault      | Pliboux             | Limalonges          |
| La Chapelle-Pouilloux | Sauzé-Vaussais      | Montalembert        |
| Lorigné               | Montjean (Charente) | Londigny (Charente) |

### Climat
Pour des articles plus généraux, voir Climat de la Nouvelle-Aquitaine et Climat des Deux-Sèvres.
Historiquement, la commune est exposée à un climat océanique limousin.  
En 2020, Météo-France publie une typologie des climats de la France métropolitaine dans laquelle la commune est exposée à un climat océanique altéré et est dans la région climatique  Poitou-Charentes, caractérisée par un bon ensoleillement, particulièrement en été et des vents modérés.
Pour la période 1971-2000, la température annuelle moyenne est de 11,7 °C, avec une amplitude thermique annuelle de 14,9 °C. Le cumul annuel moyen de précipitations est de 877 mm, avec 12,2 jours de précipitations en janvier et 7 jours en juillet. Pour la période 1991-2020, la température moyenne annuelle observée sur la station météorologique la plus proche, située sur la commune de Valdelaume à 11 km à vol d'oiseau, est de 12,8 °C et le cumul annuel moyen de précipitations est de 854,2 mm,. Pour l'avenir, les paramètres climatiques de la commune estimés pour 2050 selon différents scénarios d’émission de gaz à effet de serre sont consultables sur un site dédié publié par Météo-France en novembre 2022.

## Urbanisme

### Typologie
Au 1er janvier 2024, Sauzé-Vaussais est catégorisée bourg rural, selon la nouvelle grille communale de densité à sept niveaux définie par l'Insee en 2022.
Elle est située hors unité urbaine et hors attraction des villes,.

### Occupation des sols
L'occupation des sols de la commune, telle qu'elle ressort de la base de données européenne d’occupation biophysique des sols Corine Land Cover (CLC), est marquée par l'importance des territoires agricoles (73,2 % en 2018), en diminution par rapport à 1990 (76,7 %). La répartition détaillée en 2018 est la suivante : terres arables (52,1 %), zones agricoles hétérogènes (15,3 %), forêts (15 %), zones urbanisées (6 %), zones industrielles ou commerciales et réseaux de communication (5,8 %), prairies (4,5 %), cultures permanentes (1,3 %). L'évolution de l’occupation des sols de la commune et de ses infrastructures peut être observée sur les différentes représentations cartographiques du territoire : la carte de Cassini (XVIIIe siècle), la carte d'état-major (1820-1866) et les cartes ou photos aériennes de l'IGN pour la période actuelle (1950 à aujourd'hui).

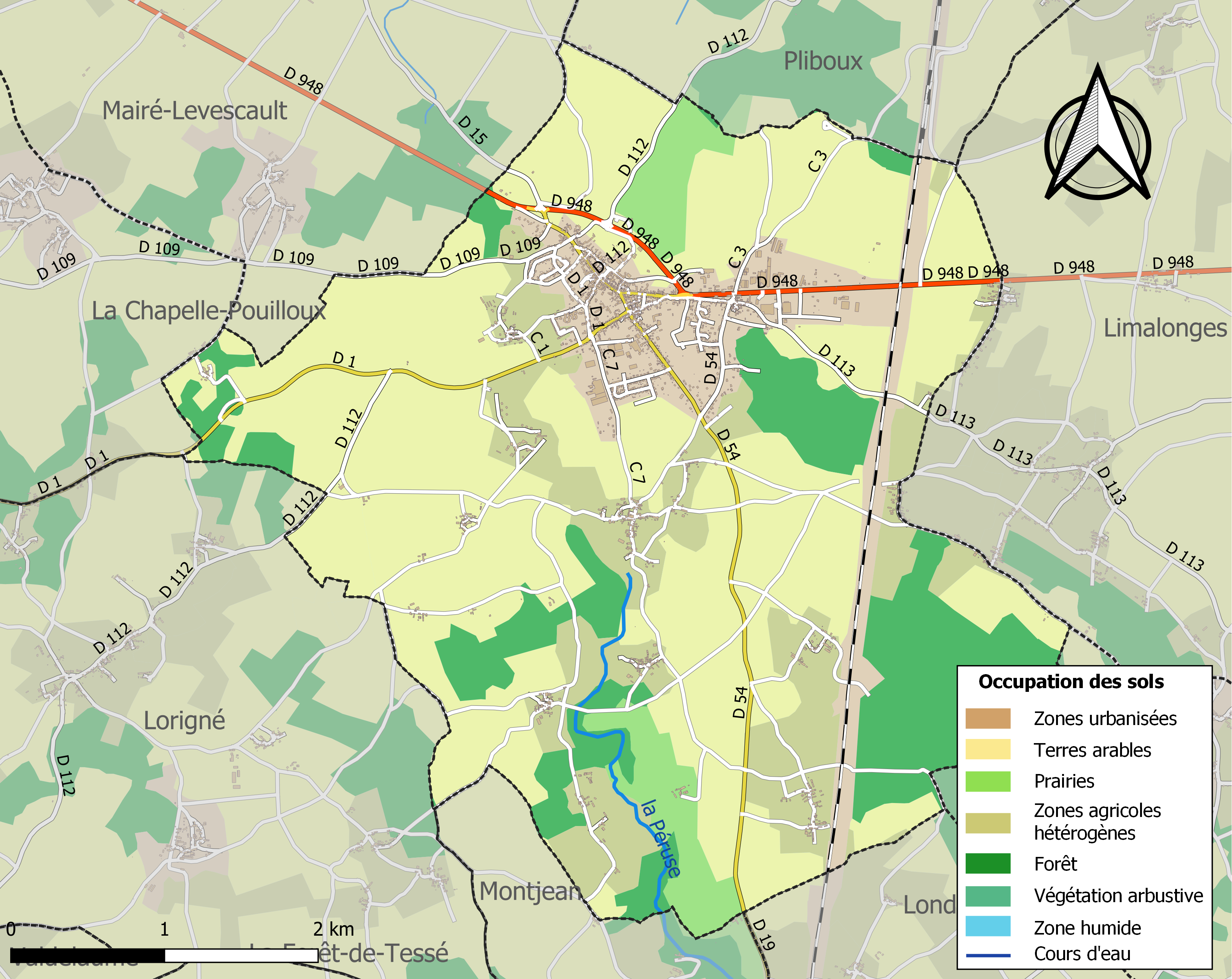
Carte des infrastructures et de l'occupation des sols de la commune en 2018 (CLC).

### Risques majeurs
Le territoire de la commune de Sauzé-Vaussais est vulnérable à différents aléas naturels : météorologiques (tempête, orage, neige, grand froid, canicule ou sécheresse), inondations, mouvements de terrains et séisme (sismicité modérée). Il est également exposé à un risque technologique,  le transport de matières dangereuses. Un site publié par le BRGM permet d'évaluer simplement et rapidement les risques d'un bien localisé soit par son adresse soit par le numéro de sa parcelle.

#### Risques naturels
Certaines parties du territoire communal sont susceptibles d’être affectées par le risque d’inondation par débordement de cours d'eau, notamment la Péruse. La commune a été reconnue en état de catastrophe naturelle au titre des dommages causés par les inondations et coulées de boue survenues en 1982, 1999 et 2010,.

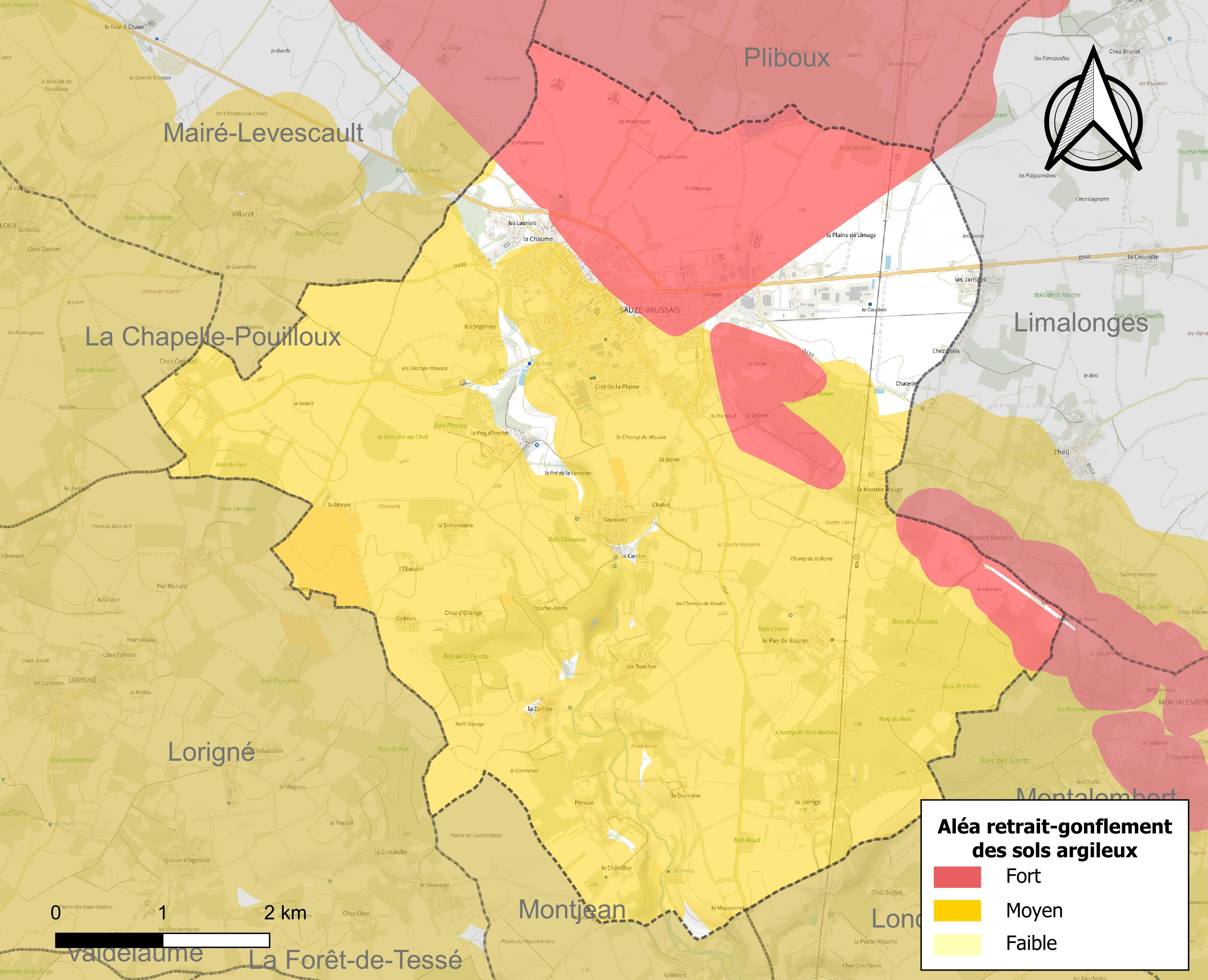
Carte des zones d'aléa retrait-gonflement des sols argileux de Sauzé-Vaussais.

Les mouvements de terrains susceptibles de se produire sur la commune sont des tassements différentiels. Le retrait-gonflement des sols argileux est susceptible d'engendrer des dommages importants aux bâtiments en cas d’alternance de périodes de sécheresse et de pluie. 89,7 % de la superficie communale est en aléa moyen ou fort (54,9 % au niveau départemental et 48,5 % au niveau national). Depuis le 1er octobre 2020, en application de la loi ELAN, différentes contraintes s'imposent aux vendeurs, maîtres d'ouvrages ou constructeurs de biens situés dans une zone classée en aléa moyen ou fort,.
La commune a été reconnue en état de catastrophe naturelle au titre des dommages causés par des mouvements de terrain en 1999 et 2010.

## Histoire
La région de Sauzé-Vaussais a vu au cours des siècles de nombreux affrontements :
Bataille de Voulon entre les Francs et les Wisigoths, au début du VIe siècle, bataille de Poitiers en 732. Plus tard, ce furent les envahisseurs francs qui ravagèrent le territoire de la province. Sans doute, les habitants de Sauzé ne furent-ils pas plus épargnés lorsque Pépin le Bref incendia l’abbaye de Mairé.
Des deux seigneuries de Sauzé, la Chaume était la moins étendue ; celle du Breuil, après avoir appartenu aux De Losne, était au moment de la Révolution la propriété des Prévost Sansac.
La commanderie de Sauzé, établie dès 1184, dépendait de celle de Civray. La chapelle devint plus tard celle des hospitaliers, et servit longtemps d’église paroissiale ; les bâtiments de la commanderie furent vendus comme biens nationaux pendant la Révolution.
Vers 1884, une quinzaine de pièces d’or aux effigies de Philippe VI, Jean le Bon, Édouard V et du Prince Noir ont été découvertes à Sauzé.
- Vaussais :

Vaussais fut longtemps la seule paroisse de la commune ; elle dépendait autrefois de l’archiprêtré de Chaunay et de l’élection de Poitiers.
L’église de Vaussais, dédiée à saint Junien, avait été léguée à Saint-Étienne de Limoges en 1013 par un certain Doctrinus.
Fortement endommagée au cours des guerres de Religion, elle fut restaurée en 1681 grâce aux libéralités des seigneurs du Puy d’Anché, qui y possédaient une chapelle et, dans le chœur, un droit de banc.
Elle est classée monument historique depuis 1907, et subit depuis plusieurs années, une lourde campagne de restauration, concernant en particulier le chœur et le transept. De ce fait, elle n'est actuellement ouverte, ni au public, ni au culte.
- La légende de la Grosse Borne :

À Vaussais, le puits de Saint-Junien rappelle le souvenir du patron des laboureurs du Poitou. La légende raconte que les gens du pays agressèrent un jour l’anachorète et le lapidèrent. Junien posa sur le sol une grosse pierre et défendit à ses poursuivants d’aller plus loin. La plupart obéirent, mais quelques effrontés poursuivirent leur marche en avant. Ceux-là, dès le lendemain, furent atteints de la maladie du goitre et leurs descendants, dit-on, souffrirent de la même gênante infirmité pendant plusieurs générations.
- Sauzé-Vaussais au XIXe siècle :

On trouvait à Sauzé-Vaussais au début du XIXe siècle, deux notaires, un receveur des domaines une brigade de gendarmerie et un bureau de Poste. Les terres sont assez fertiles et produisent froment, baillarge, seigle, maïs, avoine et pommes de terre. On sème aussi des prairies artificielles. Il existe un moulin à eau, que fait tourner pendant le tiers de l’année seulement le ruisseau de la Péruze. Il se fabrique quelques pièces de toile et d’étoffe grossière pour l’usage des cultivateurs. Une tuilerie et des halles existent également. Ils se tenaient seize foires annuelles ; les marchés avaient lieu chaque jeudi.
- Sauzé au XXIe siècle :

Par un arrêté préfectoral du 16 octobre 2024 (complété par l'arrêté préfectoral du 24 octobre 2024), la commune intègre avec Caunay, Montalembert, Pers et Pliboux la commune nouvelle de Sauzé-entre-Bois au 1er janvier 2025.

## Politique et administration

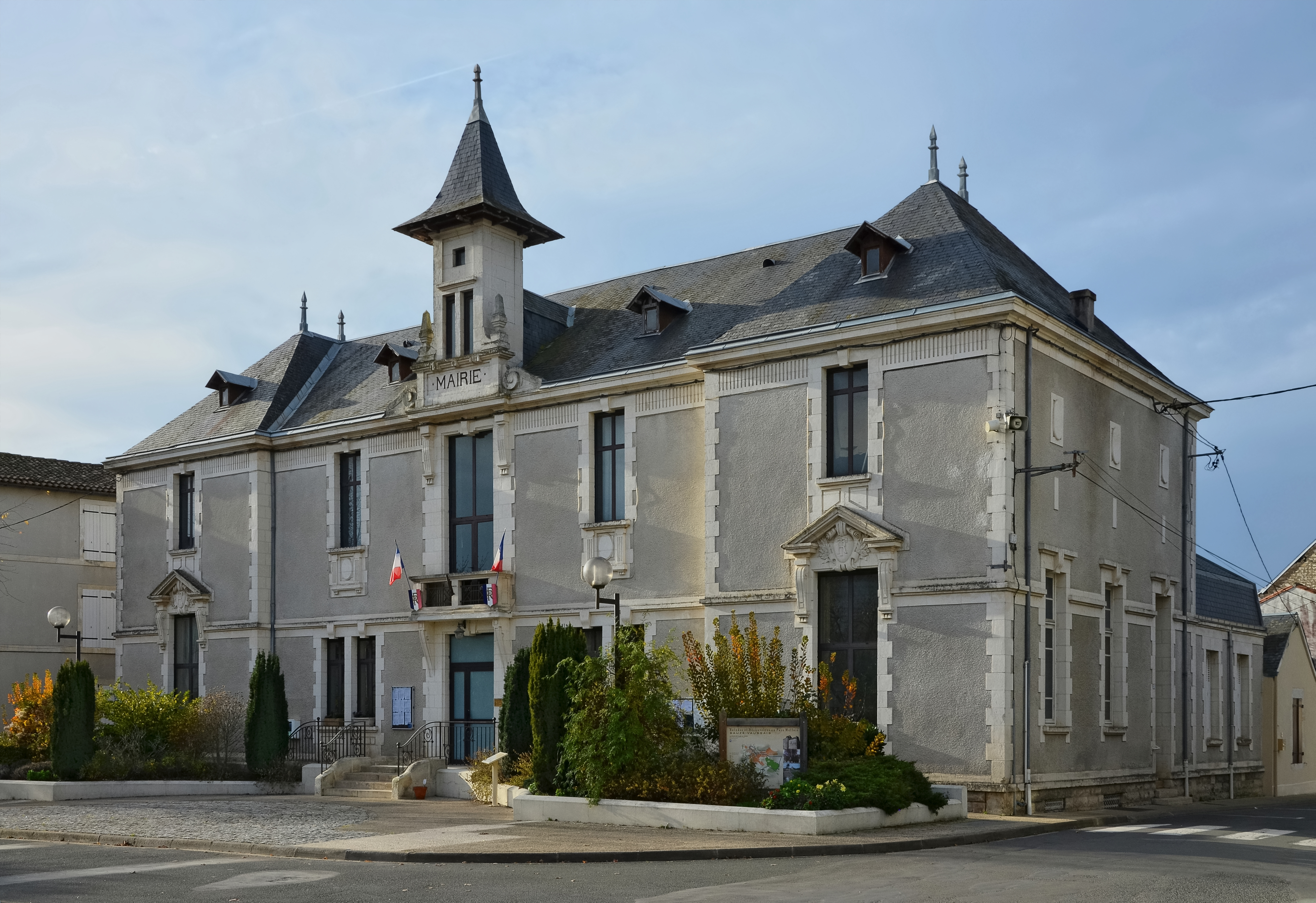
Façade de la mairie.

| Période      | Période       | Identité          | Étiquette | Qualité             |
| ------------ | ------------- | ----------------- | --------- | ------------------- |
| mars 1965    | mars 1989     | Henri Minault     |           |                     |
| mars 1989    | mars 2001     | Jacques Gagnon    |           |                     |
| mars 2001    | décembre 2007 | Michel Heurtebise |           | décédé en fonctions |
| janvier 2008 | mars 2008     | Annie Michelet    |           |                     |
| mars 2008    | mai 2020      | Michel Eprinchard |           |                     |
| mai 2020     | décembre 2024 | Nicolas Ragot     |           |                     |

## Population et société

### Démographie
À partir du XXIe siècle, les recensements réels des communes de moins de 10 000 habitants ont lieu tous les cinq ans. Pour Sauzé-Vaussais, cela correspond à 2004, 2009, 2014, etc. Les autres dates de « recensements » (2006, etc.) sont des estimations légales.
| 1793  | 1800  | 1806  | 1821  | 1831  | 1836  | 1841  | 1846  | 1851  |
| ----- | ----- | ----- | ----- | ----- | ----- | ----- | ----- | ----- |
| 1 232 | 1 295 | 1 219 | 1 431 | 1 629 | 1 654 | 1 662 | 1 834 | 1 857 |

| 1856  | 1861  | 1866  | 1872  | 1876  | 1881  | 1886  | 1891  | 1896  |
| ----- | ----- | ----- | ----- | ----- | ----- | ----- | ----- | ----- |
| 1 847 | 1 858 | 1 855 | 1 742 | 1 745 | 1 769 | 1 815 | 1 749 | 1 709 |

| 1901  | 1906  | 1911  | 1921  | 1926  | 1931  | 1936  | 1946  | 1954  |
| ----- | ----- | ----- | ----- | ----- | ----- | ----- | ----- | ----- |
| 1 714 | 1 685 | 1 686 | 1 525 | 1 636 | 1 641 | 1 635 | 1 721 | 1 633 |

| 1962  | 1968  | 1975  | 1982  | 1990  | 1999  | 2004  | 2006  | 2009  |
| ----- | ----- | ----- | ----- | ----- | ----- | ----- | ----- | ----- |
| 1 642 | 1 688 | 1 728 | 1 738 | 1 755 | 1 661 | 1 642 | 1 640 | 1 632 |

| 2014  | 2019  | 2022  | - | - | - | - | - | - |
| ----- | ----- | ----- | - | - | - | - | - | - |
| 1 618 | 1 514 | 1 497 | - | - | - | - | - | - |

### Manifestations culturelles et festivités
Foire du 30 août dite foire au melons, fête foraine, foire du 19 novembre, marché tous les jeudis, festival du rire, peintre dans les rues, foire à la brocante en août, tous commerces en ville.
À la fin de l'été, l'association les jeunes Sauzéens (LJS) vous propose d'assister aux jeux intercommunes. À l'occasion des deux derniers weekends d'août, huit communes se rencontrent au cours de ces joutes festives organisées sur le pré de la Chaume, ainsi qu'une fête foraine. Malgré l'incroyable enjeu (le trophée de champion intercommunal), les équipes les plus appréciées restent celles qui savent perdre avec élégance et bonne humeur.
Depuis 2012, la commune accueille les "Nuits Romanes", spectacle gratuit organisé au mois d'août avec le soutien du conseil régional Poitou-Charentes, et qui attire un nombreux public de tous âges.

## Économie
Un tissu de petites et moyennes entreprises notamment dans la filière bois fait de Sauzé-Vaussais un pôle économique important. Il est à remarquer que ces entreprises sont en majorité familiales et qu’elles y sont implantées depuis de très nombreuses années, sans avoir recours à la délocalisation.
Quelques chiffres en diront un peu plus :
- 680 emplois privés ;
- 142 emplois publics, dont 63 sous l’autorité de la commune ;
- 103 entreprises œuvrant dans différents secteurs, parmi lesquels : le travail du bois, le bâtiment, les transports, les services, les travaux publics et l’agriculture. De plus, une zone artisanale en création permettra prochainement à de nouvelles entreprises de s’installer.

Les services de santé sont largement présents sur la commune, dotée également d’un foyer logement hébergeant plus de 50 résidents. Mais Sauzé-Vaussais favorise aussi l’intégration des jeunes. Pour ce faire, elle a construit en juillet 2005 une maison communale des jeunes où sont accueillis aujourd’hui environ 80 adhérents de 12 à 17 ans, de la commune et du canton. Un centre de loisirs sans hébergement pour les enfants de 4 à 12 ans et une base de loisirs gérés par la société d’éducation populaire, complètent l’offre destinée aux jeunes.
Sauzé-Vaussais s’attache également à préserver le tourisme, pour ce faire le village de vacances situé sur le site du Puy d’Anché, construit en 1969 subit actuellement une rénovation importante, le camping, la piscine, les courts de tennis, le gymnase et l’étang du Bois Meunier sont autant de lieux où les vacanciers peuvent trouver un coin tranquille pour se reposer ou s’adonner à leur activité favorite. La commune accueille ainsi tous les ans en janvier, le Festival de l’humour et du rire. Le festival Country en Mai, en août les jeux inter-communes, la brocante, le marché des producteurs. En novembre, la foire aux vins et à la gastronomie et en décembre le marché de Noël.
Le lotissement du Pré Bourreau 3 devrait amener de nouveaux habitants en 2020, ainsi que de nombreux terrains à bâtir dans plusieurs endroits de la commune.
La commune est traversée par la ligne LGV (Paris - Bordeaux) qui passe dans la zone commerciale.
Son bassin de vie rassemble 6 047 habitants en 2020.

## Culture locale et patrimoine

### Lieux et monuments

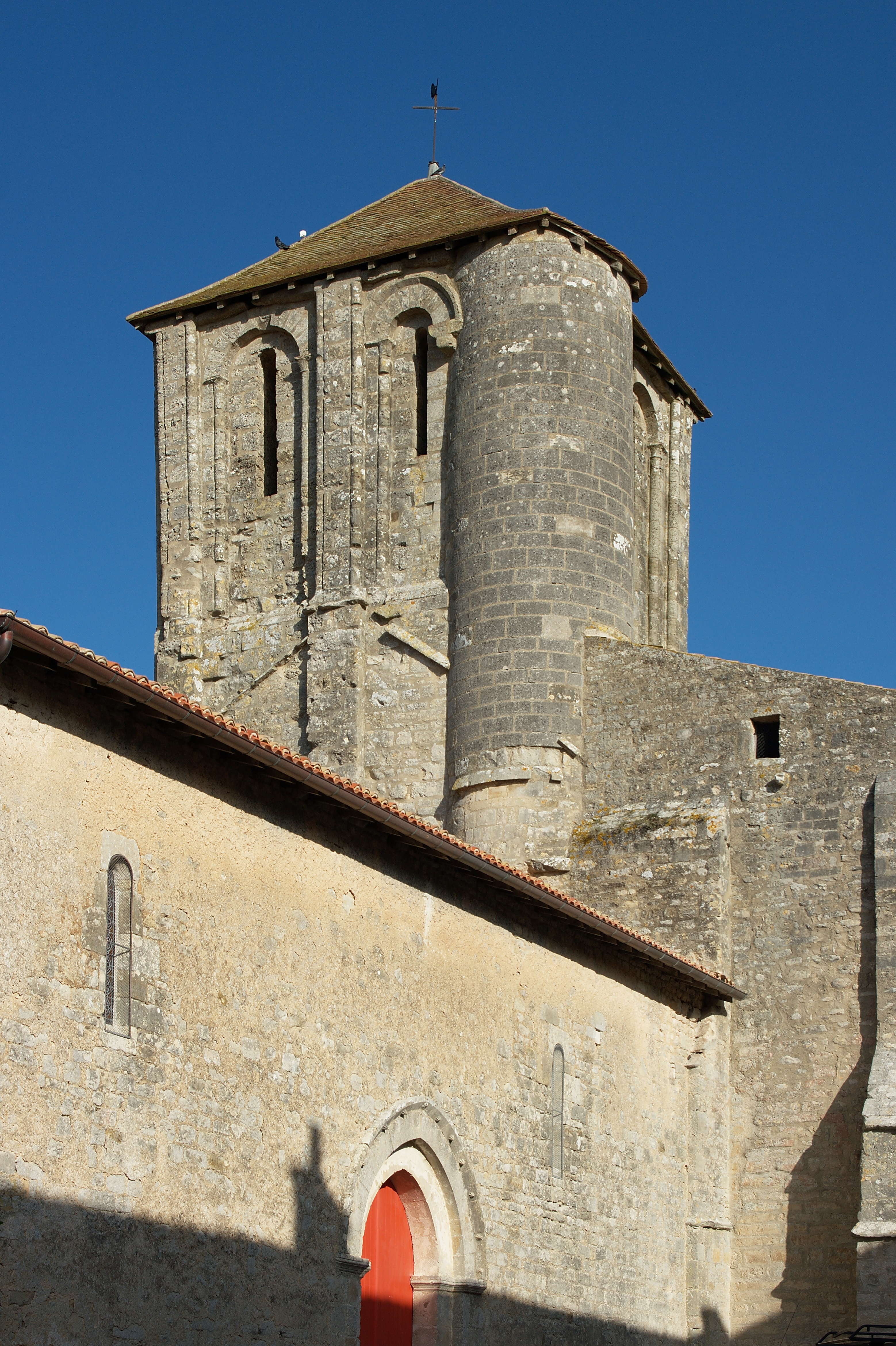
Église Saint-Junien de Vaussais.

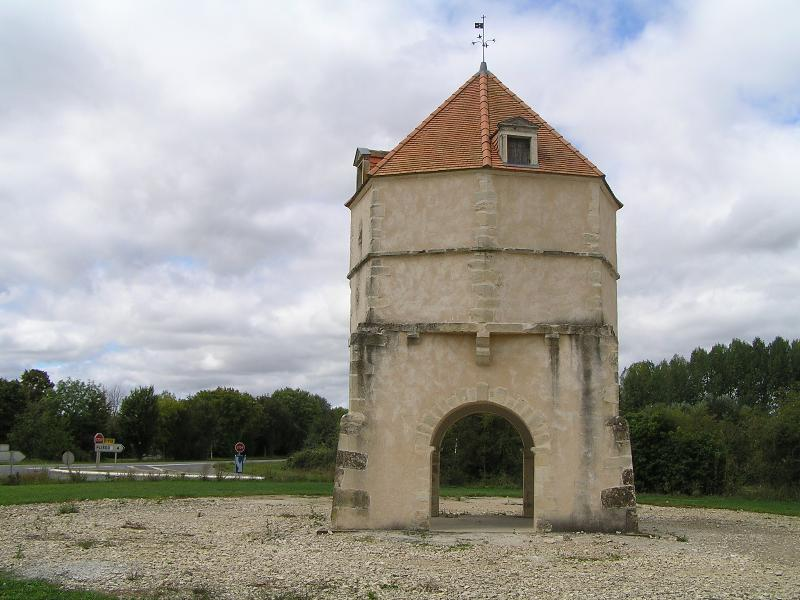
Pigeonnier de la Poste royale.

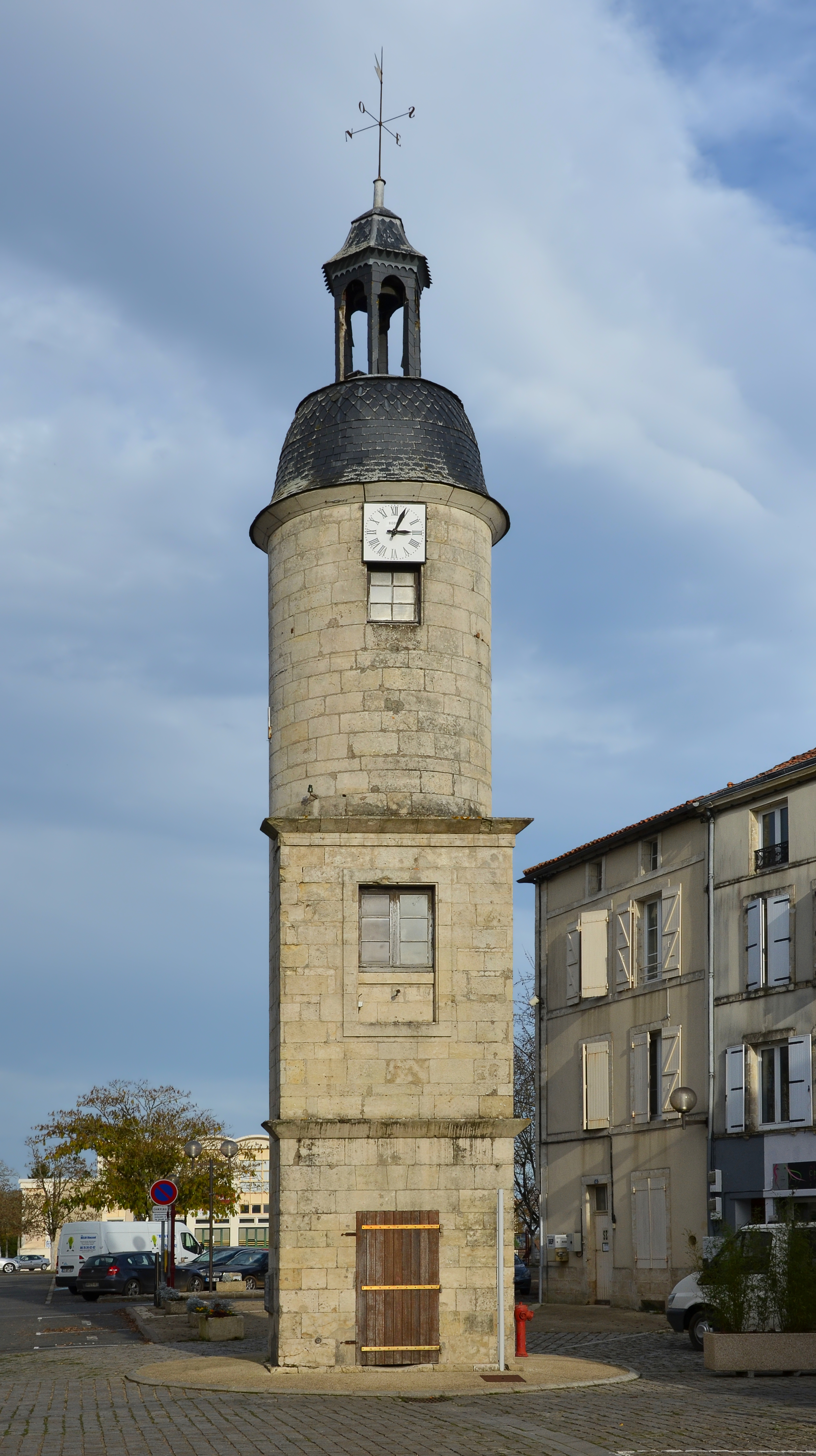
Tour de l'Horloge, place de la Mairie.

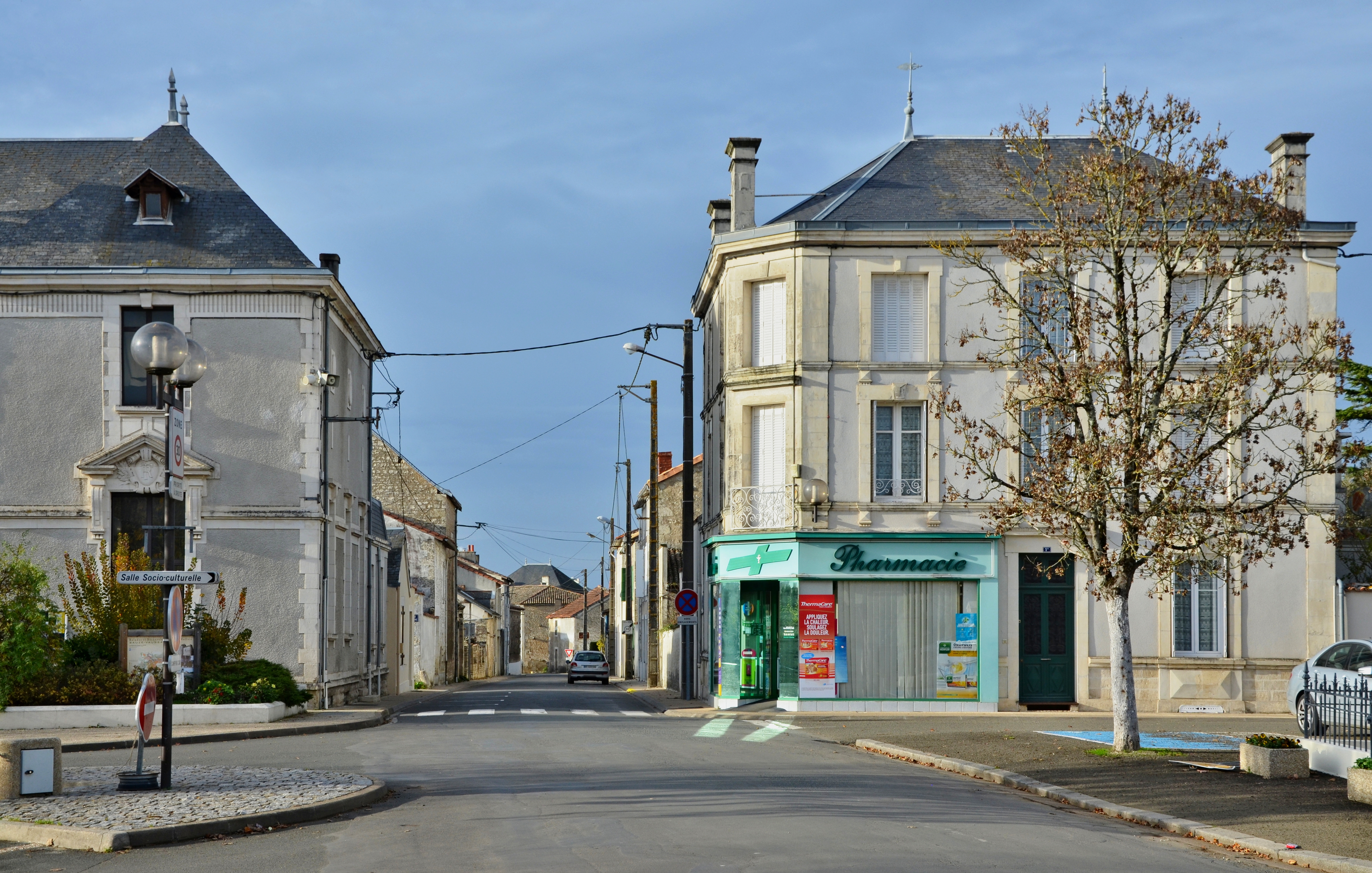
Place des Halles.

Manoir du Puy d'Anché, village de vacances, horloge et église romane de Vaussais, plan d'eau, halles, pigeonnier.
- Église Saint-Junien de Vaussais. L'édifice a été classé au titre des monuments historiques en 1907[23].
- Église Sainte-Radegonde de Sauzé.
- Pigeonnier de Vignaud :

Propriété de la famille Coulleau du Vigneau en 1463, ce pigeonnier faisait partie des bâtiments de la Poste royale de Sauzé.
D’architecture originale, le pigeonnier de la Poste royale est constitué d’une base carrée, percée de quatre voûtes en plein cintre. La clé de voûte est finement sculptée aux armes de la famille Coulleau du Vigneau.
L’étage contenant 260 boulins est octogonal, percé d’une porte d’accès encadré de quatre blasons indéchiffrables pour avoir été martelés pendant la Révolution. Le passage des pigeons se faisait par les deux chiens assis, ouverts à l’origine au sud-ouest et au nord-ouest.
Les ruines du pigeonnier furent données à la commune en 1993. Les travaux de déblaiement et de démontage commencèrent début novembre 1993, et s’achevèrent fin décembre 1996. Il fut transporté et remonté en 1999 sur la déviation de la RD 948. Une partie de sa voûte a été volontairement laissée béante, afin de laisser apercevoir les boulins de terre cuite et la charpente en châtaignier.
La commune a acquis et nettoyé un petit bois attenant et l’emplacement du pigeonnier a été aménagé en aire de repos.
- Tour de l'Horloge :

La tour de l’Horloge est sortie de terre en 1840. Elle était le point central des Halles, qui accueillaient au 1er étage les services de la mairie et de la justice de paix.
C’est vers 1824, que les habitants de Sauzé et les marchands ont réclamé la mise en place d’une horloge.
En 1839, la mairie décide la construction d’une tour carrée afin d’installer la fameuse horloge municipale. Mais le conseil a finalement abandonné son projet au profit de la construction sur les halles d’une salle de mairie et de justice de paix, et un clocher (l’actuelle tour).
Plus tard, au début du XXe siècle, les salles ont été détruites et seule la tour a été conservée
- Les Halles :

Sur la place du Marché étaient situées des anciennes halles, bâtiment en bois couvert de tuiles ; ces dernières ont été détruites au début du XXe.
En 1870, à la place du centre socio-culturel actuel, fut posée la première pierre de la halle aux Blés, ou halles aux Grains. Victime d’un premier dommage en février 1935 après le passage d’une tempête, elle a été totalement détruite en juin 1944, pendant la guerre.
Les nouvelles halles construites au début des années 1950, ont été financées par des fonds d’État, à la suite des dommages de guerre.
Plusieurs salles ont été plus tard aménagées à l’étage et les halles ont été rebaptisées Centre socio-culturel.
- La fontaine Saint-Junien et la légende de la Grosse Borne raconte que des gens du pays agressent un jour l’anachorète et le lapident.

Junien pose alors sur le sol une grosse pierre et défend à ses poursuivants d’aller plus loin. La plupart obéissent mais quelques effrontés poursuivent leur marche en avant.
Ceux-là, dès le lendemain, sont atteints de la maladie du goitre et leurs descendants, dit–on, souffrent de la même et gênante infirmité pendant plusieurs générations.
La commune est traversée par la petite rivière la Péruse', ruisseau affluent de la Charente par l’intermédiaire du Lien, qui débute sur notre commune à la limite sur Mairé-Lévescault. À l’hiver et au printemps, elle coule de Sauzé à la fontaine de Saint-Junien à Vaussais. En période de pluviométrie normale, l’été, elle se maintient depuis l’aval du pont de la Combe.
Le Rivaud  est un petit ruisseau  qui rejoint les communes de Plibou et Chaunay  et Brux dans la Vienne pour rejoindre la rivière la Bouleure.

### Personnalités liées à la commune
- Léon Deschamps (1864-1899), fondateur de la revue La Plume, y est né.

### Héraldique
| Blason de Sauzé-Vaussais | Blason  | D'azur à la tour de l'Horloge du lieu d'argent essorée de sable, surmontée de l'inscription d'argent « SAUZE-VAUSSAIS » elle-même surmontée de cinq tours d'or, ouvertes et ajourées de sable, rangées en fasce. |
| Blason de Sauzé-Vaussais | Détails | Le statut officiel du blason reste à déterminer. |